# Elymus glabriflorus
Elymus glabriflorus är en gräsart som först beskrevs av George Vasey och Lyster Hoxie Dewey, och fick sitt nu gällande namn av Frank Lamson Scribner och Carleton Roy Ball. Elymus glabriflorus ingår i släktet elmar, och familjen gräs. Inga underarter finns listade i Catalogue of Life.